# William J. Bell
William Joseph Bell (* 6. März 1927 in Chicago; † 29. April 2005 in Los Angeles) war ein US-amerikanischer Fernsehproduzent, Unternehmer und Drehbuchautor.

## Leben
Bell war von 1956 bis 1998 als Drehbuchautor und von 1973 bis 2005 als Fernsehproduzent in den Vereinigten Staaten tätig. Gemeinsam mit seiner Ehefrau Lee Philip Bell schuf er die US-amerikanische erfolgreiche Seifenoper Schatten der Leidenschaft. Für viele weitere US-amerikanische Fernsehproduktionen schrieb er die Drehbücher und war seit 1973 als Fernsehproduzent verantwortlich, wie unter anderem auch für die Seifenoper Reich und Schön. Bell gründete das Fernsehproduktionsunternehmen Bell-Phillip Television Productions. Bell war seit 1954 mit der Fernsehtalkshowgastgeberin Lee Phillip Bell verheiratet. Seine Tochter ist die Schauspielerin Lauralee Bell und sein Sohn der Fernsehproduzent Bradley Bell.
Willian J. Bell starb im Alter von 78 Jahren in Los Angeles und  wurde auf dem Westwood Village Memorial Park Cemetery im Westwood Village, einem  Distrikt von Los Angeles beigesetzt.

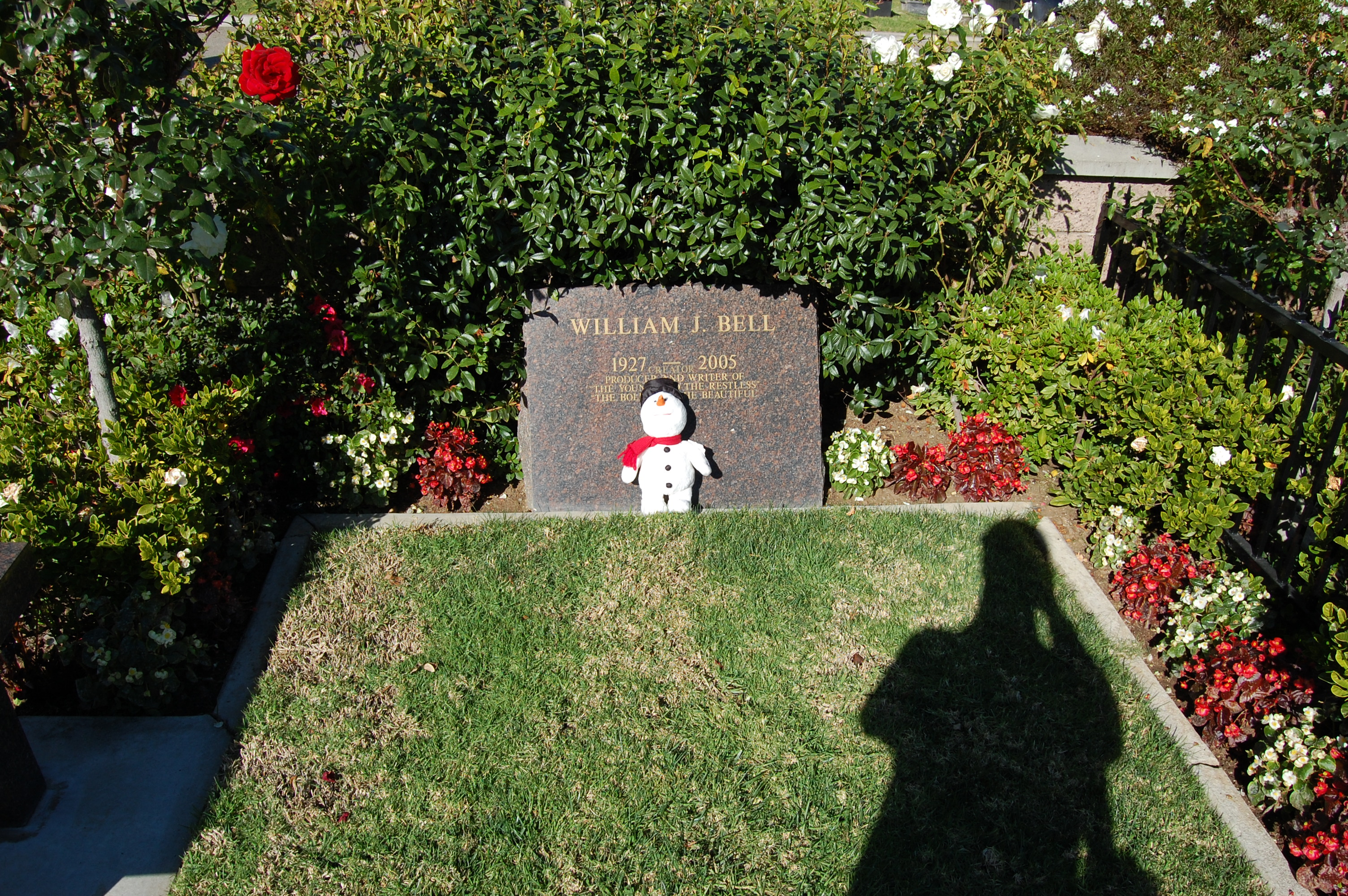
Grab von William J. Bell auf Westwood Village Memorial Park Cemetery

## Auszeichnungen und Preise (Auswahl)
- 1992: Lifetime Achievement Award bei den 19. jährlichen Daytime Emmy Awards.